# David Vitter
Pour les articles homonymes, voir Vitter.
David Bruce Vitter, né le 3 mai 1961 à La Nouvelle-Orléans, est un avocat et homme politique américain, membre du Parti républicain et sénateur de Louisiane au Congrès des États-Unis de 2005 à 2017.

## Biographie
Diplômé en droit après des études à Harvard, Oxford (Bourse scolaire Rhodes) et Tulane, David Vitter est avocat et entame rapidement une carrière politique en se faisant élire en 1991 à la Chambre des représentants de l'État de Louisiane, avec 68 % des suffrages. 
En 1999, il est élu lors d'une élection partielle à la Chambre des représentants à Washington pour le 1er district de l'État avec 51 % des suffrages, reprenant le siège de Bob Livingston, démissionnaire. Il est réélu en 2002 avec 81 % des voix.
En 2004, il est élu le premier sénateur républicain élu en Louisiane au Congrès des États-Unis depuis la fin de la guerre de Sécession et la mise en place du 17e amendement sur l'élection des sénateurs au suffrage direct en 1913. Il reprend le siège du vénérable démocrate (et conservateur) John Breaux. 
Durant l'été 2005, la Louisiane est confrontée à l'ouragan Katrina qui ravage La Nouvelle-Orléans et ses environs. Dans une sorte de surenchère avec l'autre sénateur de Louisiane, Mary Landrieu, qui avait estimé le nombre de morts autour d'un millier, David Vitter avance que ce cyclone pouvait avoir fait 10 000 morts dans ce seul État, alors que le bilan final de ce désastre s'avérera être de 832 victimes. 
Le 9 juillet 2007, alors qu'il est le directeur de campagne pour les États du Sud de Rudolph Giuliani, David Vitter doit reconnaître avoir des liens avec Deborah Jeane Palfrey, la « Madame de Washington D.C. », accusée de gérer un réseau de call-girls.
Le 21 janvier 2009, il est l'un des deux seuls sénateurs à s'opposer à la nomination d'Hillary Clinton au Département d'État.
Le 2 novembre 2010, il est reconduit pour un deuxième mandat lors des élections sénatoriales de mi-mandat.
Candidat au poste de gouverneur de Louisiane, il est battu le 21 novembre 2015 par le démocrate John Bel Edwards qui obtient 56,1 % des voix.
En 2015, il annonce ne pas être candidat à sa succession lors des élections sénatoriales de 2016.

### Vie privée
Marié, catholique pratiquant, David Vitter est père de quatre enfants.

## Historique électoral

### Sénat
| Année | David Vitter | Démocrate | Libertarien | RPUSA | Indépendants |
| ----- | ------------ | --------- | ----------- | ----- | ------------ |
| Année |              |           |             |       |              |
| 2004  | 51,0 %       | 47,5 %    | —           | —     | 1,5 %        |
| 2010  | 56,6 %       | 37,7 %    | 1,1 %       | 0,5 % | 4,1 %        |
| 2016  |              |           |             | —     |              |

### Articles annexes
- Liste des représentants de Louisiane
- Liste des sénateurs des États-Unis